# Liscate
Liscate település Olaszországban, Lombardia régióban, Milánó megyében. Lakosainak száma 4066 fő (2023. január 1.). Liscate Settala, Truccazzano, Comazzo, Vignate és Melzo községekkel határos.

## Népesség
A település lakossága az elmúlt években az alábbi módon változott:
| Lakosok száma | 4142 | 4085 | 4090 | 4066 |
|               | 2013 | 2017 | 2018 | 2023 |